# Куншт (журнал)
«Куншт» — науково-популярний журнал українською мовою, гасло якого: «Наука як мистецтво».
Ідея, що лежить в основі журналу, — наука не позбавлена краси та творчості, і може бути захопливою, якщо подивитися на неї під правильним кутом. До кожної статті професійні українські художники створюють унікальні ілюстрації. Місія журналу — підвищити інтерес українців до науки.

## Короткий опис
Ідея видання журналу про науку з'явилась у студентів Інституту міжнародних відносин Київського університету ім. Шевченка Кирила Бескоровайного та Ангеліни Безнесюк після закриття української версії видання National Geographic 2014 року.

## Журнал
Презентація першого номера журналу відбулась у Києві 25 вересня 2015 року.
Кожен випуск складається зі 100 сторінок. Журнал має постійні рубрики: космос, фізика, біологія, людина, секс, хвилинка з експертом, фоторепортаж. В рубриці «наука в країні» висвітлений стан науки та освіти в країнах, які постійно розвиваються і можуть стати прикладом для України. В журналі регулярно виходять інфографіки, авторські комікси про науку, віршовані мнемоніки для запам'ятовування складних визначень чи формул від українських поетів. Щономеру команда журналу також публікує власні переклади науково-фантастичних оповідань іноземних письменників.
Над матеріалами працюють команда з постійних редакторів і журналістів, і також запрошені українські та закордонні вчені, експерти в галузях, засновники суспільно корисних організацій. Над виданням одного номера сумарно може працювати понад 50 людей.
Журнал виходить за тематичним принципом:
- 1 номер — космічний туризм
- 2 номер — екологія
- 3 номер — сновидіння
- 4 номер — ядерні технології
- 5 номер — мозок
- 6 номер — війна
- 7 номер — час
- 8 номер — гроші
- 9 номер — еволюція

## Перехід на онлайн-формат
23 березня 2019 року журнал перейшов у онлайн-формат для розширення аудиторії. Щодня на сайті з’являються нові матеріали, що стосуються актуальних питань науки й технологій. Оновлений сайт має такі підрозділи:
- Тексти — науково-популярні статті від українських науковців та журналістів, а також інтерв'ю з науковцями та популяризаторами науки світового масштабу.
- Міфи — спростування популярних міфів. Наприклад, про взаємозв'язок вакцинації та аутизму, дівочу пліву тощо.
- Як це працює — короткий формат матеріалів про те, як влаштовано світ. Наприклад, що таке джетлаг чи чому у пінгвінів не мерзнуть ноги.
- Блог —  блоги українських вчених. Серед дописувачів зоологиня Наталія Атамась, нейробіолог Дмитро Ісаєв, математик Михайло Зарічний, генетикиня Оксана Півень.
- Магазин — друковані випуски та мерч від Куншт.
- Друзі Куншт — можливість підтримати розвиток журналу.
- Подкасти
- Відео

## Команда
У Куншт працює основна команда із семи людей. Проте журнал співпрацює з українськими науковцями та популяризаторами науки, які працюють над статтями або надають наукову експертизу. Наприклад, Антон Сененко, Нана Войтенко, Оксана Півень, Віктор Досенко, Олексій Болдирєв, Дмитро Якубовський і т.д.
Кирило Безкоровайний — співзасновник.
Дарія Кузява — співзасновниця.
Юлія Білоус — головна редакторка.
Мар'яна Капранова — заступниця головної редакторки.
Ліна Криворучко — редакторка.
Марта Льода — наукова редакторка.
Максим Плевако — науковий редактор.

## Проєкти

##### «Жіноча справа»
Куншт активно піднімає питання видимості жінок в науці. У межах проєкту команда розповідає про жінок, які зробили важливий внесок у науку. 
У грудні 2018 року Куншт запустив футболки із відомими науковицями Марією Кюрі, Лізою Майтнер, Розалінд Франклін та Маргарет Гамільтон. Паралельно із футболками команда запустила серію подкастів з історіями цих науковиць, які озвучили відомі радіоведучі від першої особи.

##### «Наука як мистецтво»
Паралельно із запуском онлайн-журналу, разом з Громадським радіо та Національним художнім музеєм України, Куншт запросив українських учених озвучити картини у музеї з наукової точки зору. На прикладі картини з козаком Мамаєм кандидат фізико-математичних наук Антон Сененко розповідає про музику і звукові хвилі, кандидатка біологічних наук Оксана Півень на прикладі роботи Всеволода Максимовича "Поцілунок" — про кохання з біологічної точки зору, інші науковці — про генетику, природу агресії, дослідження Місяця, будову ока.

##### «Наука в метро»
У липні 2019 року спільно з Way TV Куншт запустили проєкт «Наука в метро». Показати, що наука насправді ближча, ніж здається – головна мета проєкту. «Куншт» підготував для пасажирів київського метро 36 відео на теми хімії, фізики, біології і космосу. Як тренувати пам’ять, щоб тримати в голові більше інформації? Чи правда, що чорна діра може поміститися в чайну ложку? Чому сильні емоції викликають мурахи по шкірі та чим пахнуть гроші? А чи дійсно ми усі складаємося із зоряного пилу? 
Організаторів консультували провідні українські науковці: біологиня Оксана Півень, астрофізик Дмитро Якубовський, хімік і засновник освітніх проєктів Віктор Задоянний і фізик й популяризатор науки Антон Сененко. Проєкт проілюструвала українська художниця Русалія Або. 
«Наука в метро» популяризує науку і показує, наскільки вона близька кожному з нас. Він допоможе розвиватися дорослим, а дітям – ставити їм правильні запитання

##### Science After Dark
Спільний проєкт Куншт та платформи INSCIENCE. Science After Dark – це музейна вечірка, яку проводили у музеї популярної науки і техніки Експериментаніум.